# Catedral de Siena
La catedral de Siena (Duomo di Siena, en italiano) es un templo de culto católico, sede episcopal de esta ciudad italiana. Está dedicada a Nuestra Señora de la Asunción. Forma parte del Centro histórico de Siena, y como tal está declarada Patrimonio de la Humanidad por la UNESCO.

## Historia y aspecto exterior
La catedral fue diseñada sobre la base de una estructura más antigua, y terminada entre 1215 y 1263 por Giovanni Pisano. Pertenece, por tanto, a la fase plena del estilo Gótico. Presenta planta de cruz latina con crucero, cúpula y un campanario, iniciado en estilo Románico y terminado en el siglo XV. La base de la cúpula es octogonal y solo se hace circular por encima de las columnas de apoyo. La linterna que la corona fue añadida por el famoso arquitecto barroco Gian Lorenzo Bernini.
La naves se dividen mediante arcos de medio punto. El exterior e interior del templo aparecen decorados con un placado de mármol blanco y verdoso, formando unas características rayas o bandas horizontales. Blanco y negro son los colores simbólicos de Siena, tomados de los caballos blanco y negro de los fundadores legendarios de la ciudad: Senio y Asquio.
Hubo planes para hacer más grande la iglesia, que fueron iniciados en 1339. Se pretendía triplicar prácticamente el espacio catedralicio, convirtiendo lo ya edificado en el crucero del nuevo templo. Sin embargo, las obras fueron abandonadas tras los estragos de la Peste Negra en 1348. Al exterior del templo, se aprecia la estructura general de esta ampliación fallida.
La fachada principal es una de las obras maestras del gótico italiano. Se trata de una fachada-pantalla, en la que el diseño geométrico (gabletes triangulares inscritos en cuadrados, circunferencias perfectas de óculos y arquivoltas) aparece enmascarado por una fastuosa decoración en la que intervienen elementos arquitectónicos (pináculos y cresterías de complicado diseño), escultóricos y el toque de color que aportan los mosaicos, de excelente factura. Es de destacar el uso de figuras geométricas simples como base del diseño arquitectónico, frente a la preferente verticalidad de las catedrales del gótico francés.
En el frontón principal, de forma triangular, puede verse una bella imagen de la Coronación de la Virgen, rodeada de un coro de ángeles. La Virgen está sentada en el mismo trono de Cristo, símbolo de María como madre, pero también como esposa, símbolo de la Iglesia.

## Interior y obras de arte
En el interior, llama la atención el ritmo continuo que imponen las bandas alternas de mármoles blancos y oscuros, así como la compleja labor decorativa del pavimento, en el que se muestran diversas y variadas escenas religiosas y paganas con multitud de figuras y gran atención al detalle. Está realizado mediante una singular técnica que recuerda al mosaico, al opus sectile romano o a la taracea, pero que en sentido estricto no es ninguna de estas tres cosas. Fue muy elogiado por Giorgio Vasari, e intervinieron en su diseño y confección famosos artistas como Pinturicchio o Domenico Beccafumi. Otra de las obras maestras que adornan la catedral es el famoso púlpito, realizado por los escultores Nicola Pisano y su hijo Giovanni, pieza clave de la escultura del Gótico tardío.
Distribuidas por la catedral se admiran otras muchas obras de arte, de autores como Andrea Bregno, Donatello (san Juan Bautista), Jacopo della Quercia o Baldassare Peruzzi, quien diseñó el altar mayor. Con todo, quizá las obras más sobresalientes sean dos esculturas, un san Pedro y un san Pablo, obras juveniles de Miguel Ángel, que forman parte del llamado Altar Piccolomini, encargado por miembros de esta poderosa familia.
El Museo dell'Opera Metropolitana del Duomo, situado en los espacios que se terminaron de la ampliación de la catedral, reúne otras importantes obras artísticas. Entre ellas, la soberbia Maestà, obra maestra de la Escuela sienesa, pintada por Duccio Dibuoninsegna. Otro espacio de gran interés unido al templo catedralicio es la Biblioteca Piccolomini, construida por el papa Pío III para conservar los fondos bibliográficos y documentales de su pariente, el papa Pío II y decorada con destacadas pinturas de Pinturicchio, Amico Aspertini y el joven Rafael Sanzio, entre otros.

## Galería de imágenes

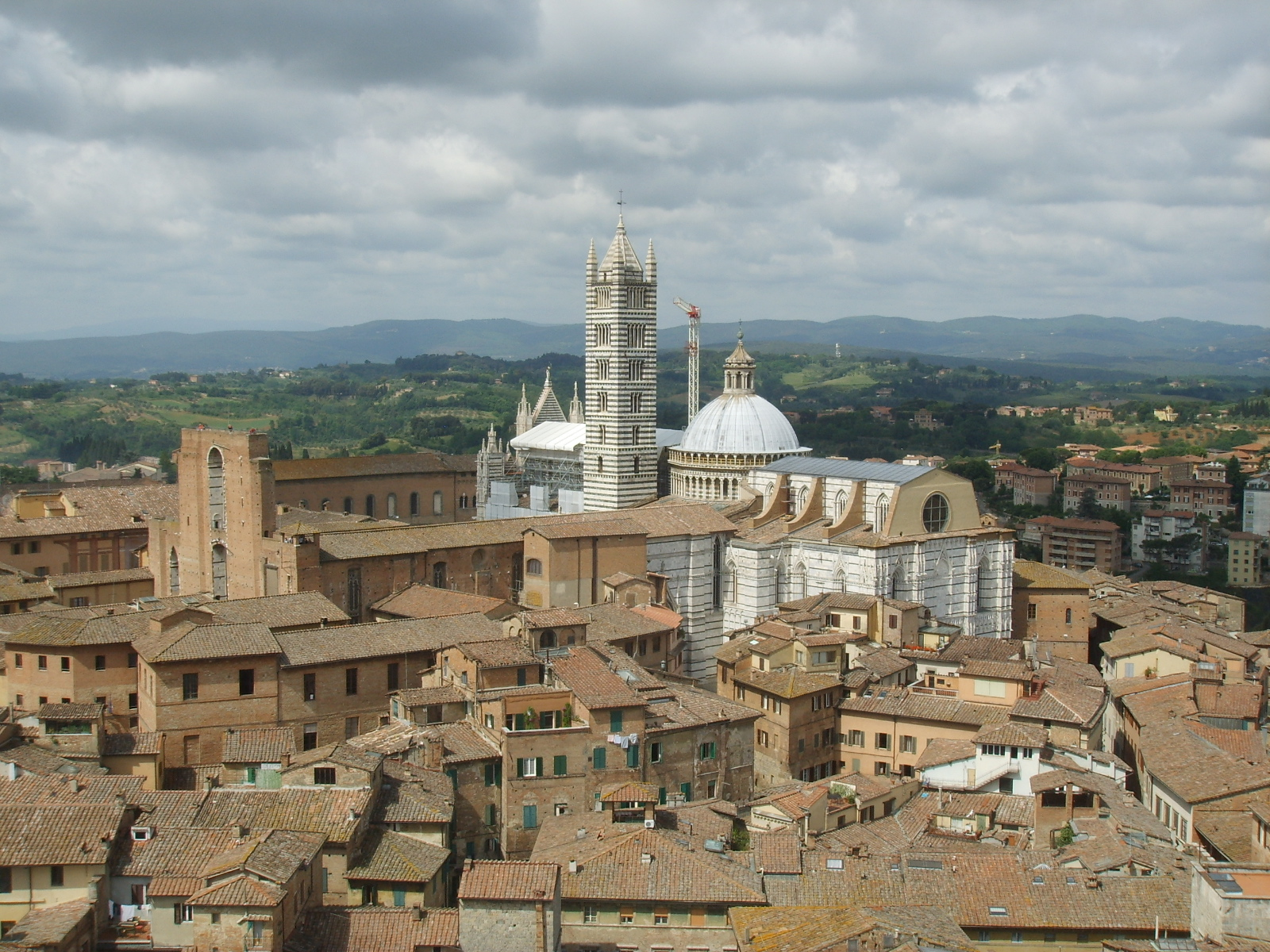
Vista aérea de Siena y la catedral.
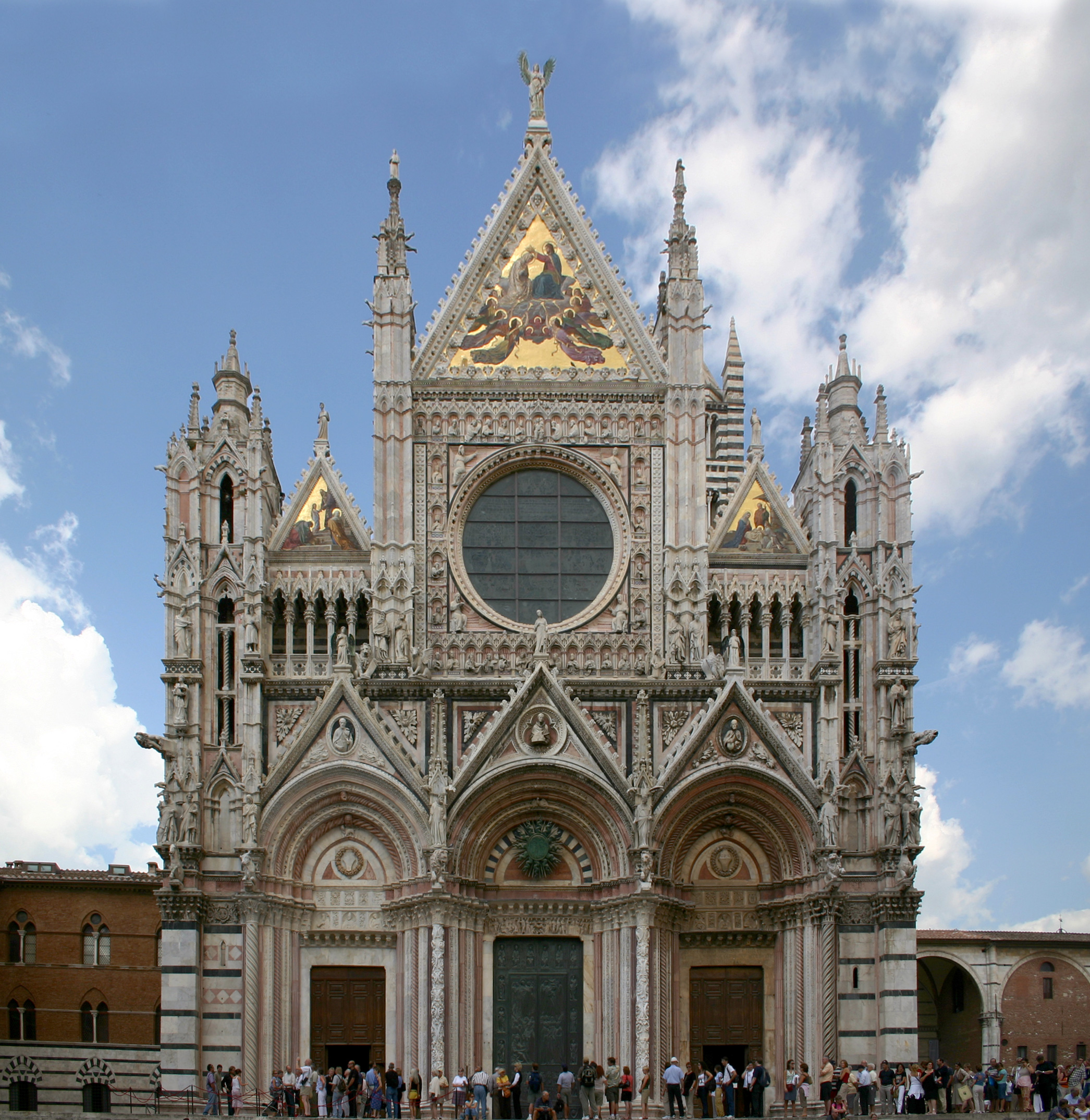
Fachada principal.
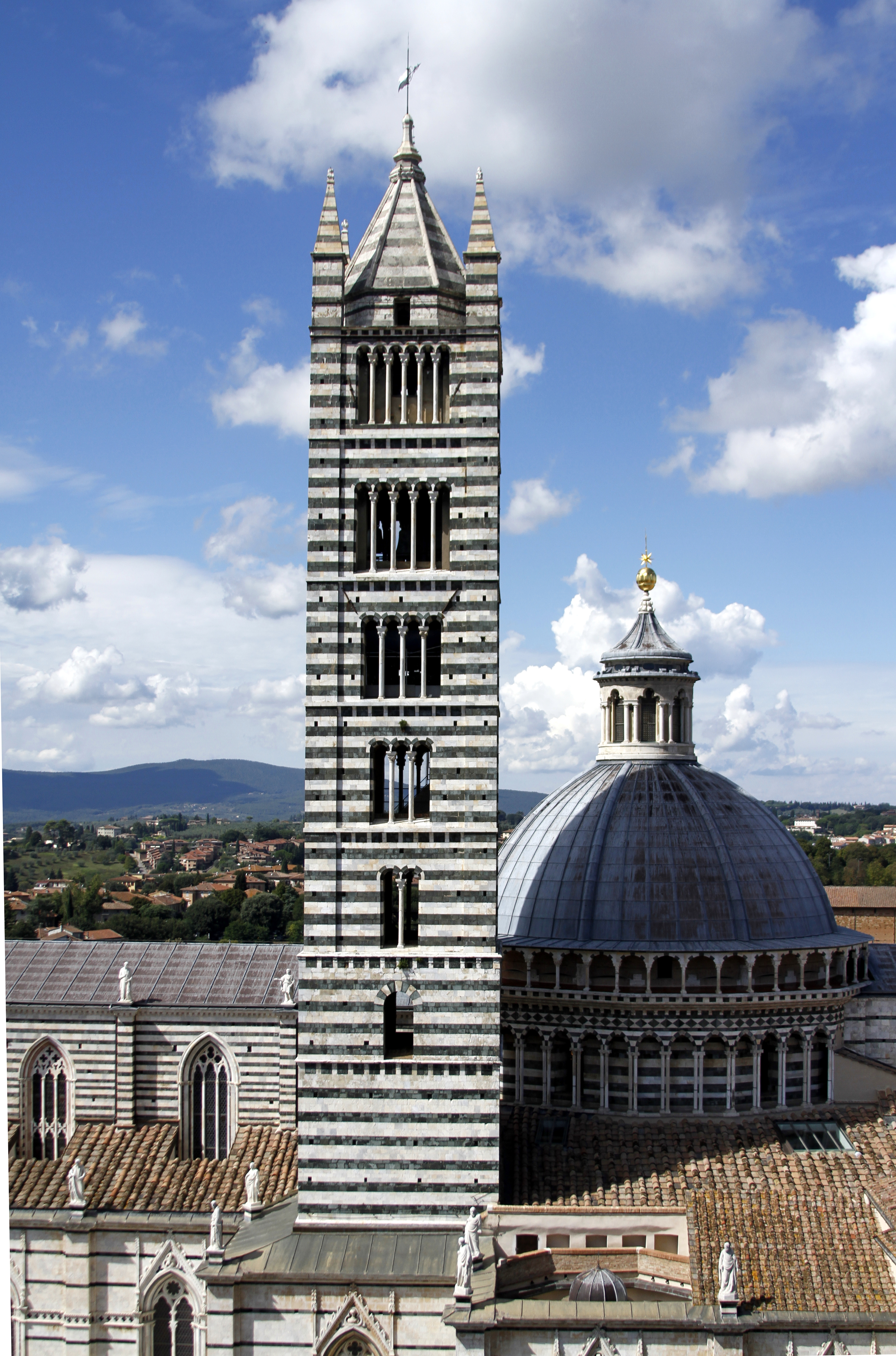
Torre catedralicia y cúpula.
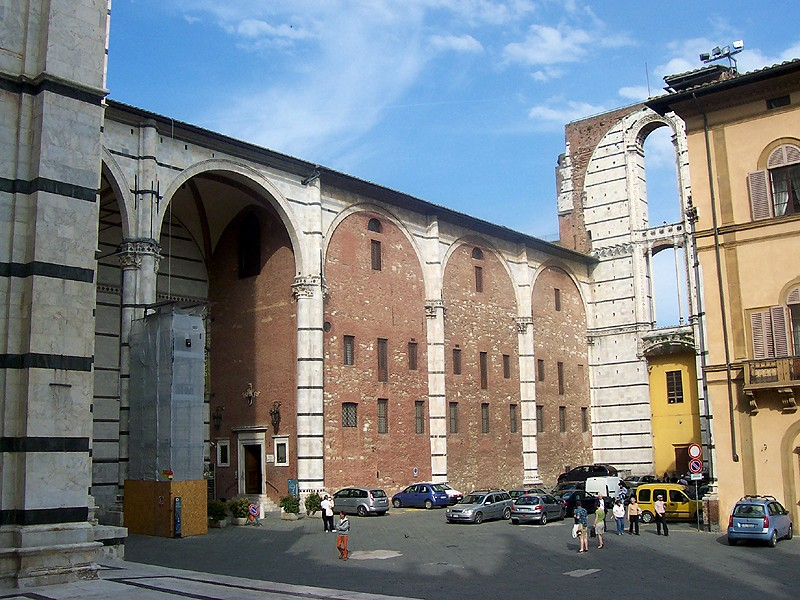
La ampliación inconclusa.
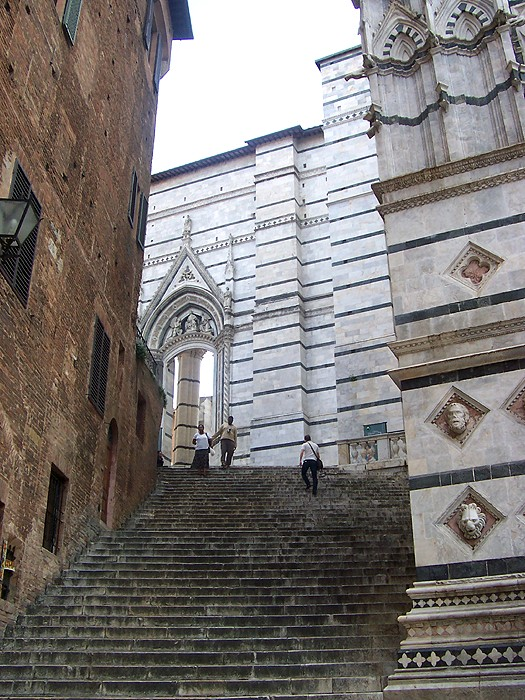
Acceso lateral, con portal gótico.
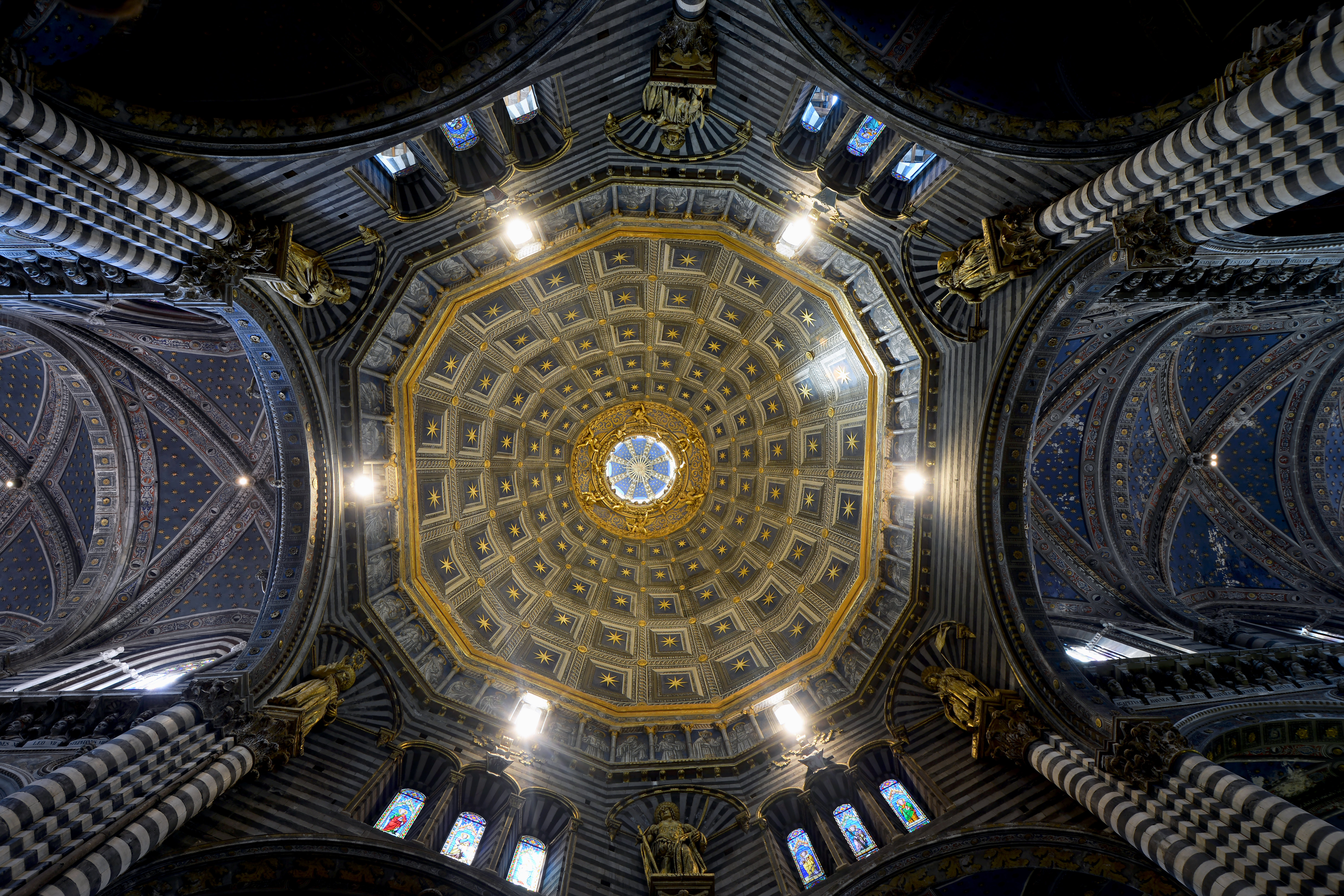
Vista interior desde la cúpula.
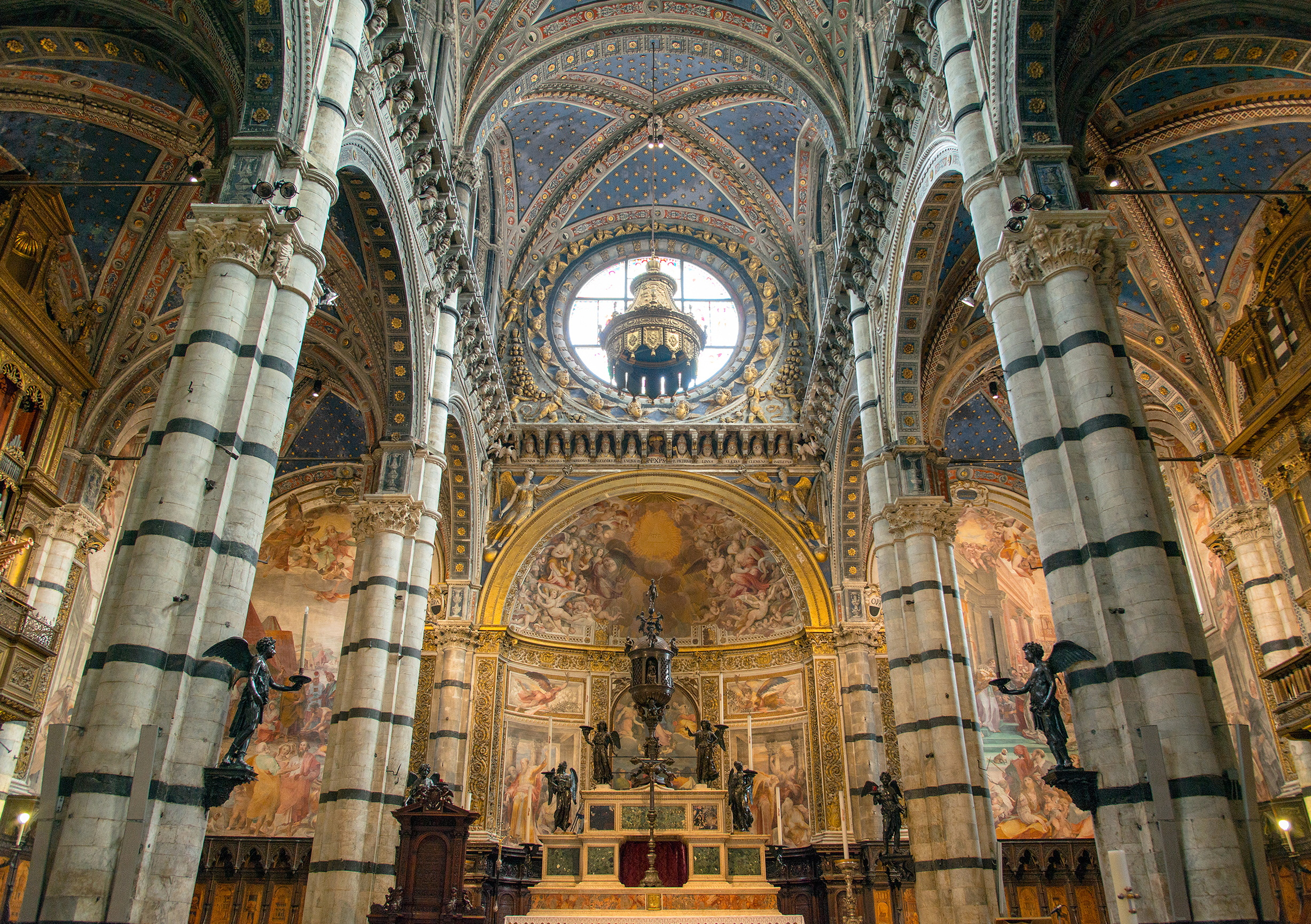
Interior hacia el altar mayor del templo.
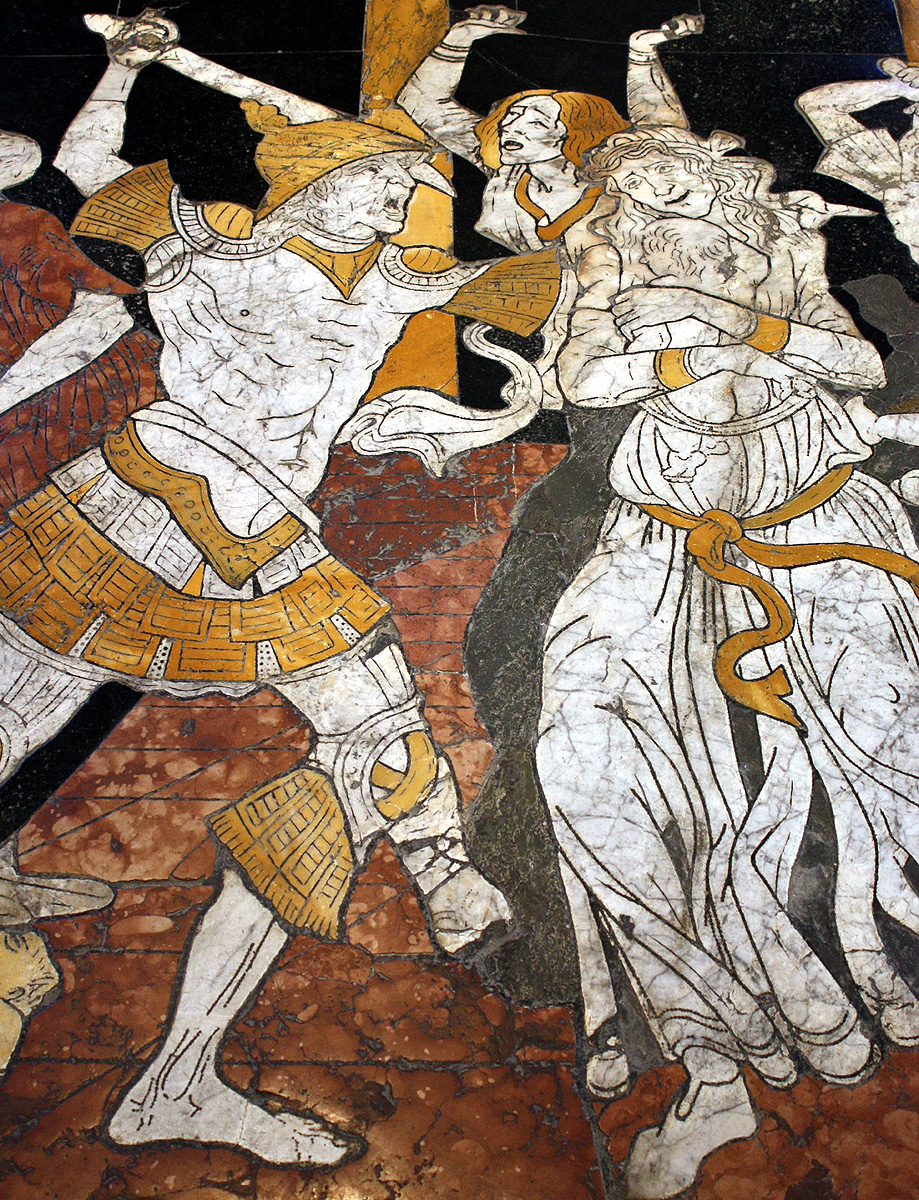
Detalle del pavimento, La matanza de los inocentes.
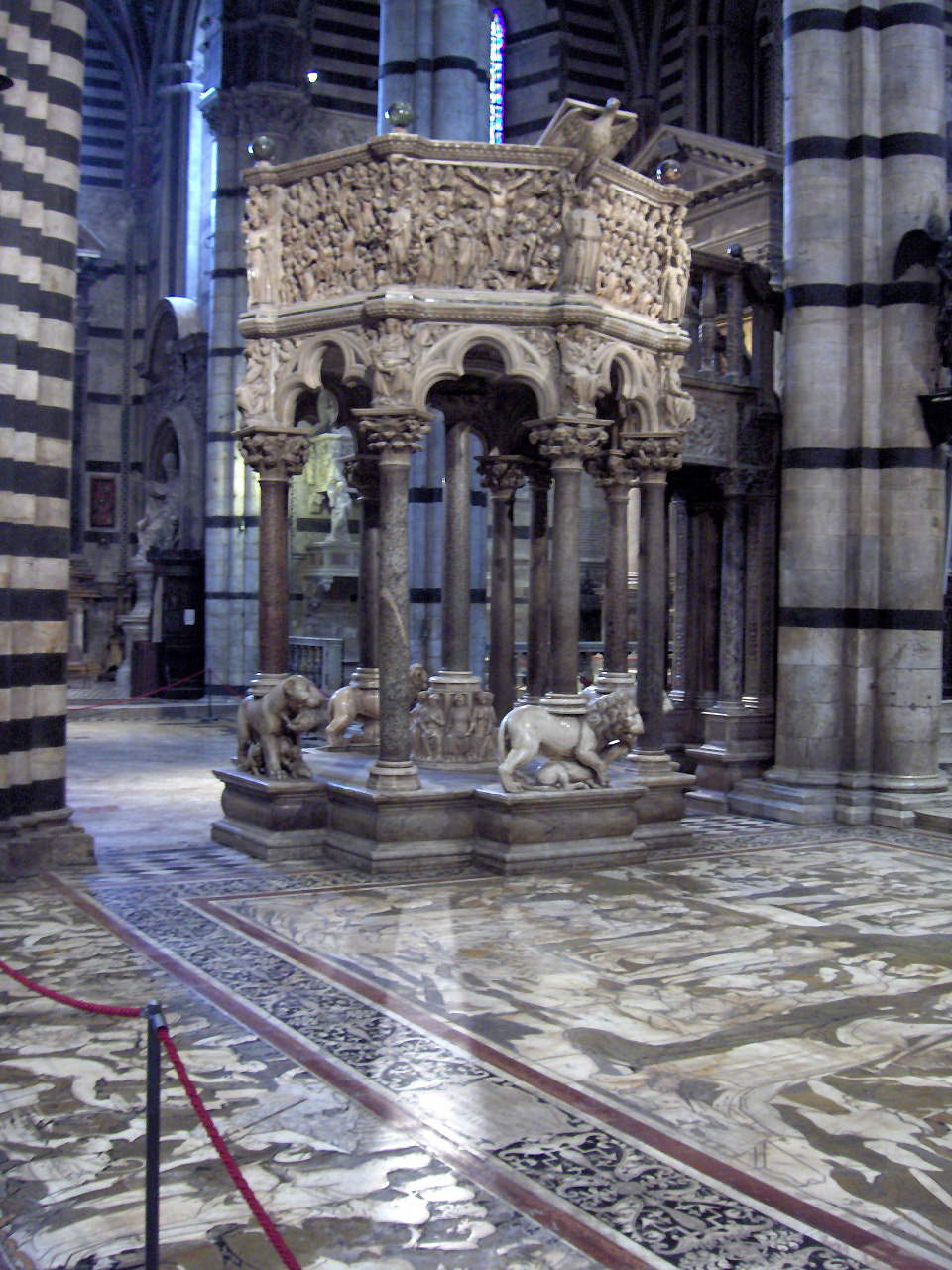
Púlpito, obra de Nicola y Giovanni Pisano.
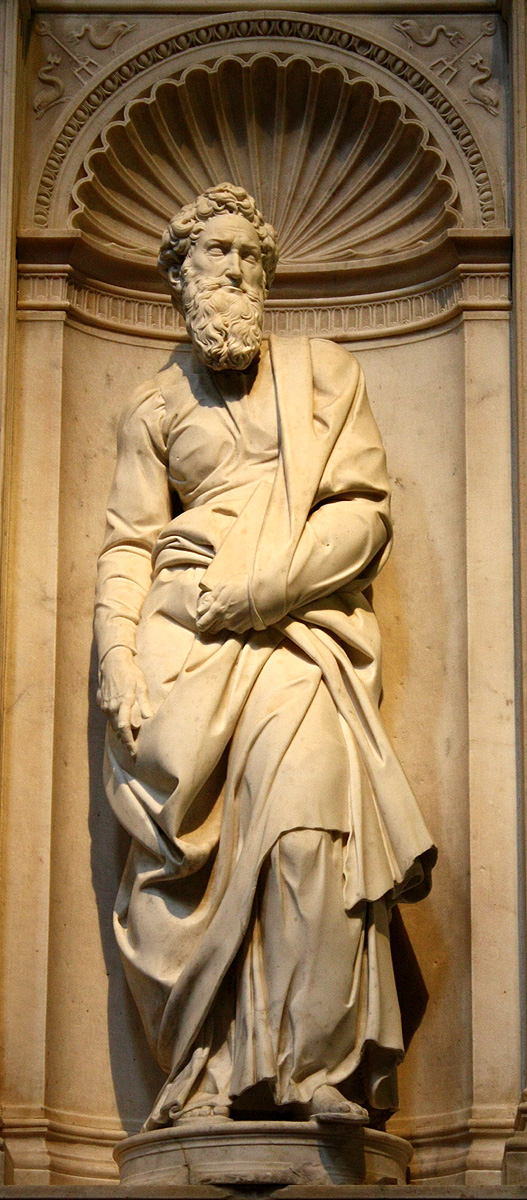
San Pablo, por Miguel Ángel Buonarrotti.
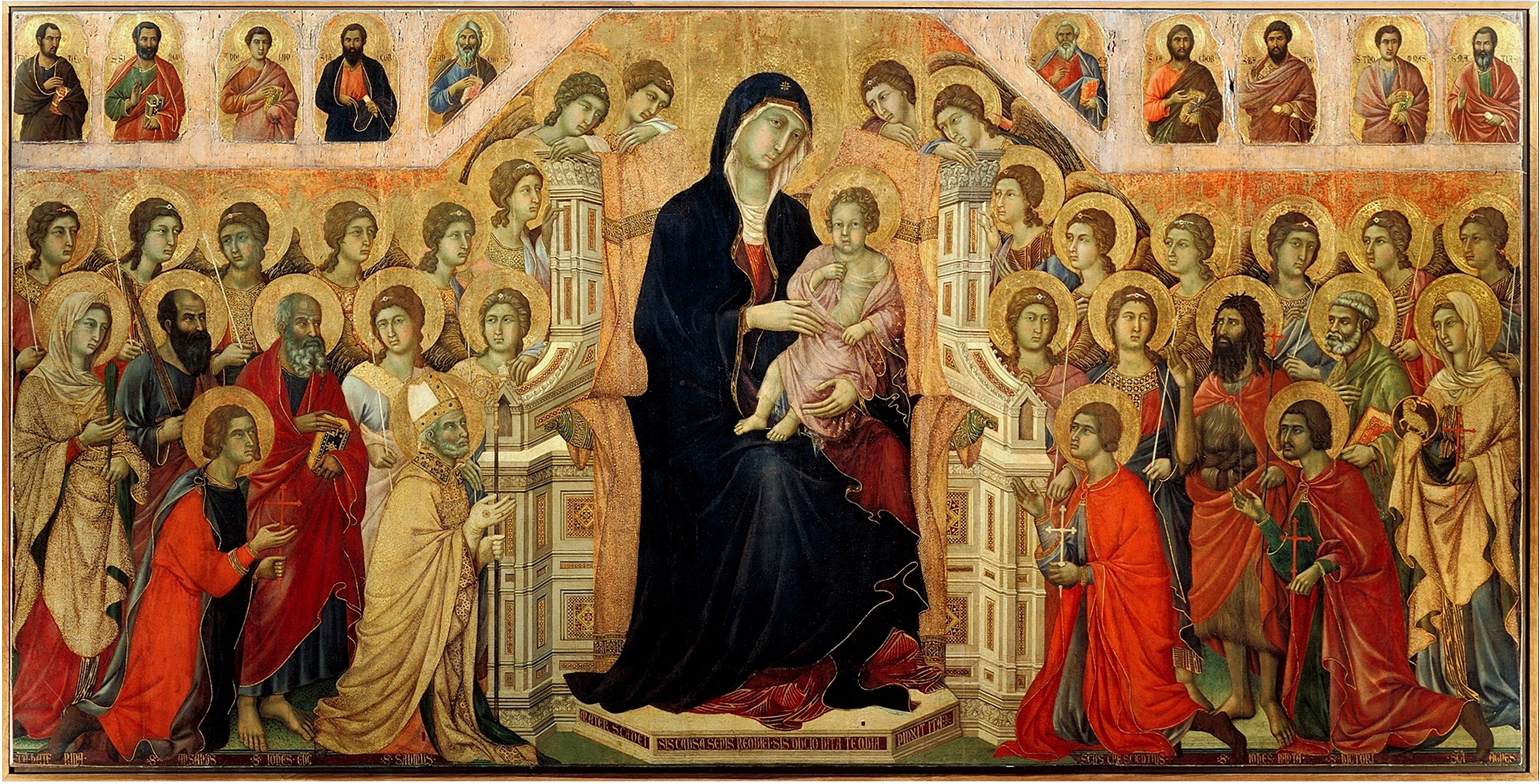
La Maestà, obra de Duccio Dibuoninsegna.
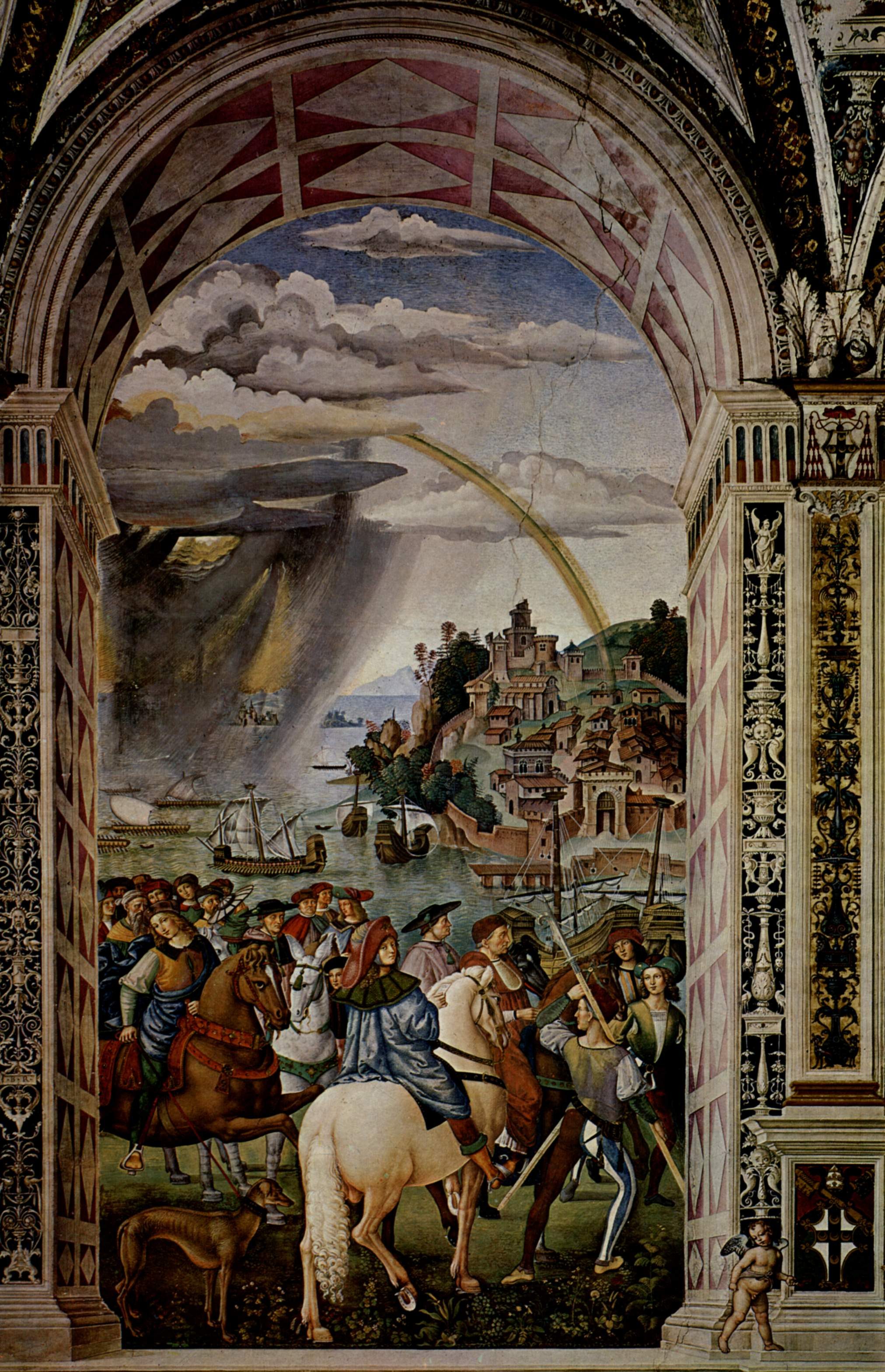
La partida de Silvio Enea Piccolomini al concilio de Basilea, obra de Pinturicchio, en la Biblioteca Piccolomini.